# Шаховий гетьман
«Шаховий Гетьман» — щорічна нагорода, що вручається найкращому шахісту та найкращій шахістці України. 
Лауреатів нагороди визначають спільнота «Українські шахи» і сайт «Шахова Україна» шляхом персонального опитування українських гросмейстерів, починаючи з 2003 року. Кожен з опитуваних називає по п'ять найкращих у чоловічих і жіночих шахах. За перше місце номінант отримує 10 балів, за друге — 7, за третє — 5, за четверте — 3, за п'яте — 1.
У чоловіків вісім разів лауреатом ставав Василь Іванчук (Львів), по чотири рази — Павло Ельянов (Харків) та Антон Коробов (Харків), двічі — Руслан Пономарьов (Київ), по одному разу — Андрій Волокітін (Львів) і Євген Штембуляк (Чорноморськ). 
У жінок шість перемог на рахунку Катерини Лагно (зараз представляє ФІДЕ), п'ять — у Анни Музичук (Львів), по три — у Марії Музичук (Львів) та Анни Ушеніної (Харків), дві — у Наталії Жукової (Одеса), одна у Наталії Букси (Львів).
У 2013—2014 роках опитування не проводилося.

## Лауреати

### Чоловіки

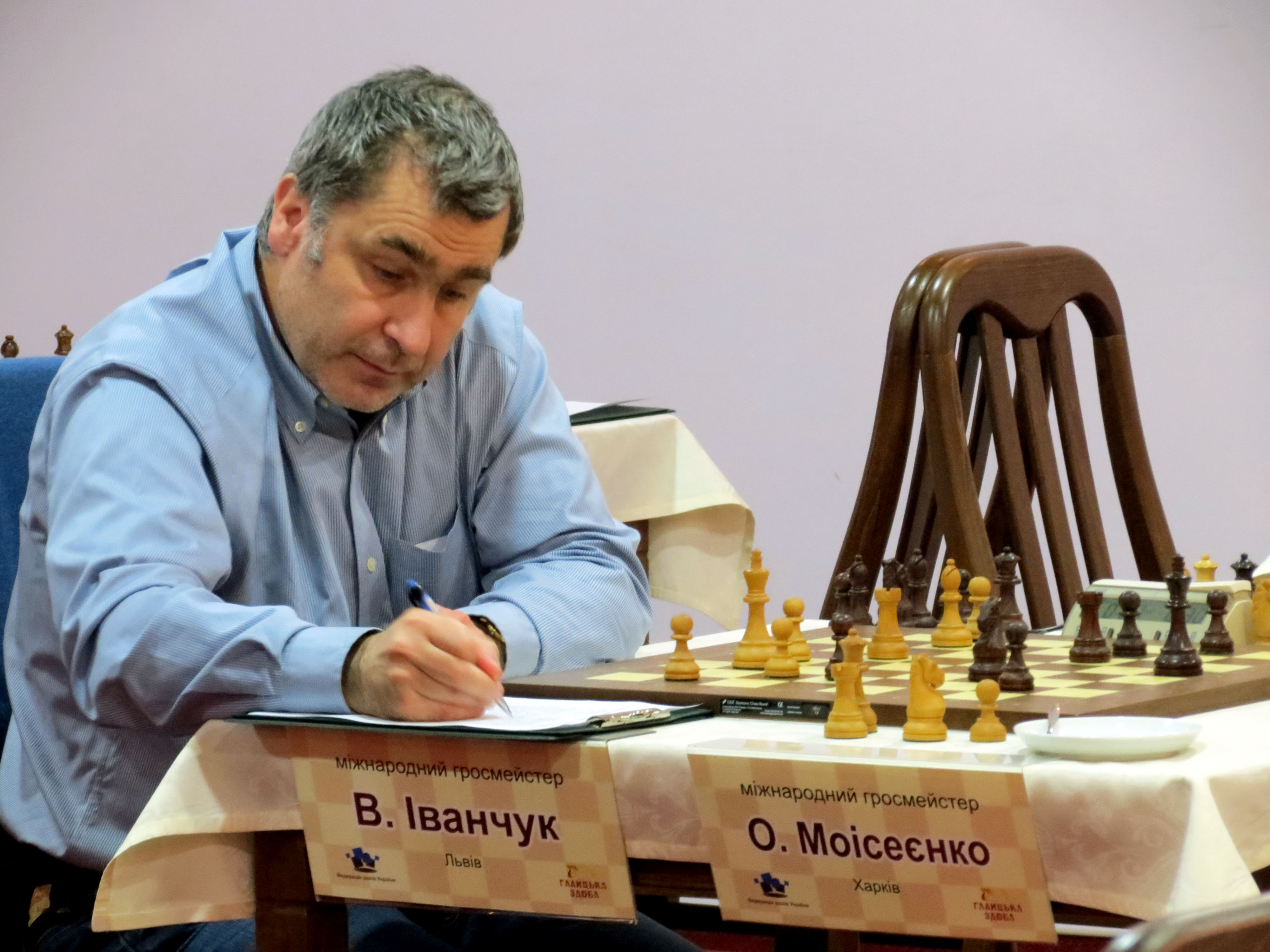
Василь Іванчук — восьмиразовий лауреат «Шахового гетьмана»

| № з/п | Рік  | Gold                  | Gold | Silver              | Silver | Bronze              | Bronze |
| № з/п | Рік  | Шахіст                | Очки | Шахіст              | Очки   | Шахіст              | Очки   |
| ----- | ---- | --------------------- | ---- | ------------------- | ------ | ------------------- | ------ |
| 1     | 2003 | Василь Іванчук        | 245  | Олександр Моїсеєнко | 184    | Євген Мірошниченко  | 172    |
| 2     | 2004 | Василь Іванчук (2)    | 420  | Андрій Волокитін    | 300    | Олександр Моїсеєнко | 127    |
| 3     | 2005 | Руслан Пономарьов     | 329  | Василь Іванчук      | 270    | Олександр Арещенко  | 184    |
| 4     | 2006 | Василь Іванчук (3)    | 357  | Руслан Пономарьов   | 170    | Сергій Карякін      | 115    |
| 5     | 2007 | Василь Іванчук (4)    | 269  | Сергій Карякін      | 190    | Руслан Пономарьов   | 112    |
| 6     | 2008 | Василь Іванчук (5)    | 329  | Сергій Карякін      | 157    | Захар Єфименко      | 110    |
| 7     | 2009 | Руслан Пономарьов (2) | 233  | Василь Іванчук      | 209    | Павло Ельянов       | 201    |
| 8     | 2010 | Василь Іванчук (6)    | 314  | Павло Ельянов       | 183    | Руслан Пономарьов   | 181    |
| 9     | 2011 | Василь Іванчук (7)    | 294  | Руслан Пономарьов   | 228    | Олександр Моїсеєнко | 149    |
| 10    | 2012 | Антон Коробов         | 265  | Василь Іванчук      | 238    | Руслан Пономарьов   | 145    |
| 11    | 2015 | Павло Ельянов         | 404  | Андрій Волокитін    | 141    | Антон Коробов       | 136    |
| 12    | 2016 | Павло Ельянов (2)     | 360  | Василь Іванчук      | 302    | Андрій Волокитін    | 167    |
| 13    | 2017 | Василь Іванчук (8)    | 212  | Юрій Кузубов        | 191    | Павло Ельянов       | 120    |
| 14    | 2018 | Антон Коробов (2)     | 303  | Василь Іванчук      | 151    | Павло Ельянов       | 141    |
| 15    | 2019 | Євген Штембуляк       | 309  | Антон Коробов       | 183    | Василь Іванчук      | 131    |
| 16    | 2020 | Антон Коробов (3)     | 297  | Кирило Шевченко     | 153    | Юрій Кузубов        | 93     |
| 17    | 2021 | Андрій Волокитін      | 160  | Кирило Шевченко     | 133    | Антон Коробов       | 107    |
| 18    | 2022 | Павло Ельянов (3)     | 153  | Кирило Шевченко     | 140    | Ігор Коваленко      | 137    |
| 19    | 2023 | Павло Ельянов (4)     | 204  | Антон Коробов       | 182    | Ігор Самуненков     | 136    |
| 20    | 2024 | Антон Коробов (4)     | 163  | Павло Ельянов       | 129    | Василь Іванчук      | 108    |

### Жінки

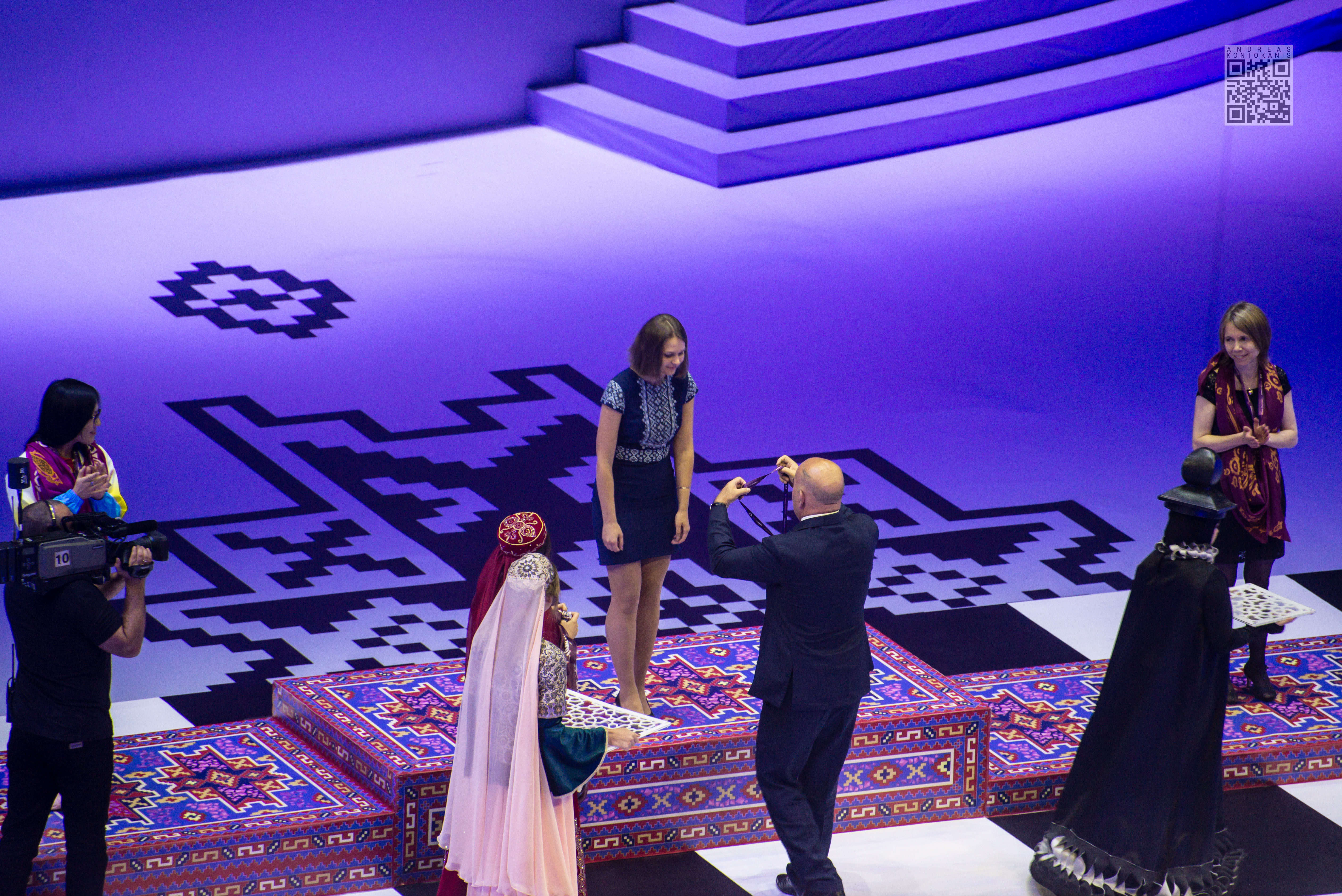
Анна Музичук — найкраща шахістка України 2017 року

| № з/п | Рік  | Gold               | Gold | Silver         | Silver | Bronze                           | Bronze |
| № з/п | Рік  | Шахістка           | Очки | Шахістка       | Очки   | Шахістка                         | Очки   |
| ----- | ---- | ------------------ | ---- | -------------- | ------ | -------------------------------- | ------ |
| 1     | 2003 | Наталія Жукова     | 281  | Анна Музичук   | 184    | Катерина Лагно                   | 161    |
| 2     | 2004 | Наталія Жукова (2) | 276  | Інна Гапоненко | 237    | Катерина Лагно                   | 211    |
| 3     | 2005 | Катерина Лагно     | 335  | Наталія Жукова | 157    | Інна Гапоненко                   | 113    |
| 4     | 2006 | Катерина Лагно (2) | 249  | Наталія Жукова | 191    | Анна Ушеніна                     | 168    |
| 5     | 2007 | Анна Ушеніна       | 188  | Катерина Лагно | 137    | Наталія Жукова                   | 72     |
| 6     | 2008 | Катерина Лагно (3) | 258  | Анна Ушеніна   | 186    | Наталія Жукова / Наталя Здебська | 153    |
| 7     | 2009 | Катерина Лагно (4) | 251  | Інна Гапоненко | 135    | Наталія Жукова                   | 129    |
| 8     | 2010 | Катерина Лагно (5) | 284  | Марія Музичук  | 171    | Інна Гапоненко                   | 157    |
| 9     | 2011 | Катерина Лагно (6) | 274  | Марія Музичук  | 199    | Наталія Жукова                   | 94     |
| 10    | 2012 | Анна Ушеніна (2)   | 361  | Катерина Лагно | 185    | Марія Музичук                    | 167    |
| 11    | 2015 | Марія Музичук      | 404  | Наталія Жукова | 218    | Анна Музичук                     | 215    |
| 12    | 2016 | Анна Музичук       | 360  | Марія Музичук  | 302    | Анна Ушеніна                     | 167    |
| 13    | 2017 | Анна Музичук (2)   | 338  | Юлія Осьмак    | 177    | Марія Музичук                    | 175    |
| 14    | 2018 | Марія Музичук (2)  | 308  | Анна Музичук   | 262    | Наталія Букса                    | 115    |
| 15    | 2019 | Анна Музичук (3)   | 234  | Марія Музичук  | 211    | Юлія Осьмак                      | 101    |
| 16    | 2020 | Наталія Букса      | 221  | Юлія Осьмак    | 96     | Марія Музичук                    | 92     |
| 17    | 2021 | Марія Музичук (3)  | 71   | Анна Музичук   | 61     | Наталія Букса                    | 60     |
| 18    | 2022 | Анна Музичук (4)   | 210  | Марія Музичук  | 191    | Анна Ушеніна                     | 151    |
| 19    | 2023 | Анна Музичук (5)   | 257  | Марія Музичук  | 118    | Юлія Осьмак                      | 83     |
| 20    | 2024 | Анна Ушеніна (3)   | 192  | Анна Музичук   | 139    | Юлія Осьмак                      | 110    |